# فيلي روبرتسون (كبير الإداريين التنفيذيين)
فيلي روبرتسون (بالإنجليزية: Willie Robertson)‏ هو كبير الإداريين التنفيذيين أمريكي، ولد في 22 أبريل 1972 في برنيس في الولايات المتحدة.

## وصلات خارجية
- فيلي روبرتسون على موقع IMDb (الإنجليزية)
- فيلي روبرتسون على موقع ميتاكريتيك (الإنجليزية)
- فيلي روبرتسون على موقع روتن توميتوز (الإنجليزية)
- فيلي روبرتسون على موقع ألو سيني (الفرنسية)
- فيلي روبرتسون على موقع ميوزك برينز (الإنجليزية)
- فيلي روبرتسون على موقع أول موفي (الإنجليزية)
- فيلي روبرتسون على موقع قاعدة بيانات الفيلم (الإنجليزية)
- فيلي روبرتسون على موقع ليتربوكسد (الإنجليزية)